# Anand Satyanand
Sir Anand Satyanand (* 22. července 1944, Auckland) je novozélandský politik, advokát, soudce a bývalý generální guvernér Nového Zélandu.
Roku 1970 absolvoval jako bakalář práv univerzitu v Aucklandu. Poté pracoval jako právník a v letech 1979–1982 byl soudcem. Roku 1995 byl jmenován ombudsmanem, ve funkci působil do roku 2005.
Premiérka Helen Clarková jej v roce 2006 jmenovala po formálním souhlasu královny Alžběty II. generálním guvernérem státu Nový Zéland. 23. srpna 2006 složil přísahu a funkci vykonával do 23. srpna 2011.